# Hőszifon

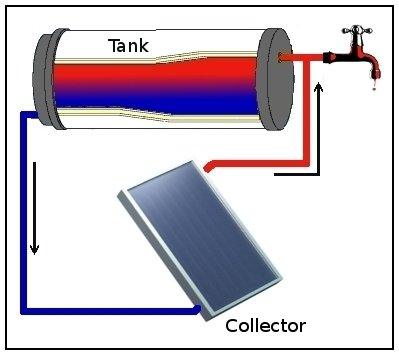
A hőszifon elvi vázlata egy napenergiát hasznosító sík-napkollektorral fűtött egyszerű vízmelegítő esetén

A hőszifon, vagy másik nevén a termoszifon a passzív hőcserélők egy fajtája (szifon), amely a természetes úton kialakuló konvekció, hőáramlás alapján működik. Folyadékkal töltött rendszerben természetes körfolyamat indítható el, melyhez nem szükséges mechanikai munkavégzés (szivattyú).
Ez a cirkuláció létrejöhet egy nyílt hurokban, amikor is a folyadék a folyadéktároló tartályból egy csövön keresztül átáramlik egy fűtőtesten, amely a tartály alá van szerelve, vagy egy függőleges zárt hurokban, melyben a kör visszatér az eredeti testbe. Előbbi esetben a tartály bárhol lehet a fűtőtest felett, utóbbi esetben pedig előbbi csövein kialakuló hőveszteséget csökkenti azáltal, hogy a tartály közvetlenül a fűtőtestre van szerelve. Magában a tartályban hőrétegződés alakul ki, azaz az alsó réteg a leghidegebb, a felső réteg a legmelegebb. A fűtőtest általában a napenergia – elektromágneses sugárzás – hasznosításával fűti a folyadékot.
Ennek a gravitációs áramoltatásnak az a célja, hogy leegyszerűsítse a folyadék- és a hőátvitelt, mellyel elkerülhető a hagyományos folyadékszivattyú kiépítési és üzemeltetési költsége.

## Fordítás
- Ez a szócikk részben vagy egészben  a   Thermosyphon című angol Wikipédia-szócikk ezen változatának fordításán alapul.  Az eredeti cikk szerkesztőit annak laptörténete sorolja fel. Ez a jelzés csupán a megfogalmazás eredetét és a szerzői jogokat jelzi, nem szolgál a cikkben szereplő információk forrásmegjelöléseként.